# Suddivisioni del Belgio

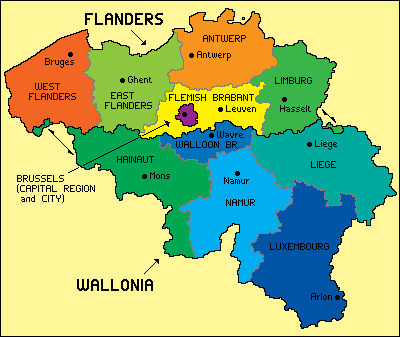
Mappa del Belgio con regioni e province

Il Belgio, nato come stato fortemente centralizzato e in seguito trasformato in stato regionale, è divenuto nel 1993 uno stato federale caratterizzato da organismi interni (3 regioni e 3 comunità) che hanno competenze specifiche. La peculiarità dell'ordinamento belga fa sì che esso possa essere definito uno stato dotato di un federalismo da sovrapposizione.

## Quadro storico
Il Belgio è nato nel 1830, caratterizzato da un unico Parlamento ed un unico governo centrale. L'inizio del processo decentrativo si può attribuire all'elaborazione delle leggi linguistiche di fine ‘800, che riconoscevano il fiammingo come lingua ufficiale (precedentemente il Belgio usava esclusivamente il francese) in settori come istruzione e giustizia; cosa che portò, alla fine della prima guerra mondiale, al principio di unilinguismo delle regioni (ogni regione aveva una lingua ufficiale).
Nel secondo dopoguerra, la divisione linguistica portò alla divisione del territorio in Regioni. Tale situazione portò inevitabilmente alla ricerca di proprie istituzioni, che permettessero di far fronte in maniera più adeguata alle esigenze di ciascuna comunità: si stava creando lo stato federale. La prima revisione costituzionale è datata 1970, e attribuiva alle comunità le competenze nei settori della politica culturale, esercitate attraverso i Consigli culturali, e alle Regioni di certi aspetti delle politiche socio-economiche.
La seconda tappa del decentramento belga è datata 1980. La seconda revisione costituzionale attribuì alle Comunità competenze in materie di politiche sociali e sanitarie. Questa volta, però, le comunità godevano di competenze legislative e di un governo autonomo. Le Regioni, invece, diventavano responsabili delle politiche ambientali, energetiche e del lavoro. Anch'esse godevano di un organo legislativo ed esecutivo.
Le modifiche costituzionali del 1988 ampliarono le competenze di comunità e regioni, ma soprattutto previdero un sistema di finanziamento per le Regioni, che da quel momento avrebbero goduto di autonomia fiscale. 
Infine, nel 1993, i Consigli furono resi direttamente eleggibili.
Altra peculiarità del federalismo belga è la totale assenza di una gerarchia normativa, non esiste nessuna prevalenza della normativa federale su quella regionale. Le due tipologie normative hanno, dunque, pari valore.
I conflitti di competenza sono risolti dalla Corte Arbitrale, mentre quelli di interessi da un Comitato di concertazione, composto da rappresentanti del governo federale dei governi comunitari e regionali. La Costituzione del 1993 ha inoltre imposto il principio della lealtà federale, consistente nell'impegno di entrambi di non attentare all'equilibrio del sistema istituzionale, e quindi, di evitare il più possibile conflitti. 
In effetti non sono stati molti i conflitti anche per via di una peculiarità della Costituzione belga che prevede competenze esclusive e, quindi, assenza di competenze concorrenti.
Attualmente, con il compimento delle riforme dell'inizio del XXI secolo, i belgi sono chiamati alle urne in due occasioni: ogni 5 anni per le elezioni politiche per il rinnovo dei deputati regionali, nazionali ed europei ed ogni 6 anni per le elezioni amministrative per rinnovare i consiglieri comunali e provinciali. Gli enti in crisi vengono rinnovati con elezioni suppletive valide per il solo completamento del mandato originale.

## Livelli territoriali

### Comunità
Le comunità del Belgio sono 3, distinte tra loro su base linguistica:
- la comunità fiamminga (in olandese: Vlaamse Gemeenschap) con sede a Bruxelles è competente per le Fiandre e per i cittadini di lingua fiamminga residenti nella Regione di Bruxelles-Capitale.
- la comunità francofona (in francese: Communauté française de Belgique, anche Communauté française Wallonie-Bruxelles) con sede a Bruxelles e competente per la popolazione francofona della Vallonia e della Regione di Bruxelles-Capitale.
- la comunità germanofona con sede a Eupen e competente per la popolazione germanofona residente in 9 comuni della Vallonia Orientale

Ogni Comunità possiede un consiglio, un organo legislativo ed un governo esecutivo. Per l'esercizio delle materie comunitarie nella Regione di Bruxelles-Capitale, sono stati istituiti tre commissioni comunitarie: una per ogni regione. I consigli e i governi comunitari esercitano collegialmente il potere di emanare decreti, che hanno valore di legge. Le materie di competenza sono: cultura, l'uso della lingua, l'istruzione, cooperazione intercomunitaria e internazionale. Quest'ultima è particolarmente importante perché consente loro di firmare trattati internazionali che riguardano settori di loro competenza. Questo è possibile perché essi hanno una personalità giuridica distinta da quella dello Stato.

### Regioni
Le regioni del Belgio costituiscono una suddivisione territoriale di primo livello del Paese. All'interno del sistema federale belga, le competenze di tipo economico-territoriale (dall'economia al lavoro, dall'ecologia ai lavori pubblici, dall'agricoltura alla previdenza sociale) sono devolute agli organi politici delle regioni mentre quelle di tipo educativo-culturale sono gestite dalle Comunità linguistiche.
Nel caso delle Fiandre, le istituzioni della regione e della Comunità linguistica neerlandofona sono fuse dal 1980.
Le regioni sono governate da un ministro-presidente, da un governo e da un parlamento regionale, e sono ulteriormente suddivise in province.

### Province
Le 10 province sono il secondo livello di suddivisione. Le province sono governate da un governatore, una deputazione permanente e da un consiglio provinciale, e sono ulteriormente suddivise in comuni.

### Arrondissement
Gli arrondissement (circondari) sono un'articolazione intermedia tra provincia e comune, cui non corrisponde un ente giuridico. Esistono arrondissement amministrativi (43), arrondissement giudiziari (12) e arrondissement elettorali (13, solo in Vallonia), non necessariamente coincidenti tra loro.

### Comuni
Il Belgio è diviso in 589 comuni, 133 dei quali hanno ufficialmente lo status di città. I comuni sono governati da un borgomastro, un collegio interinale e un consiglio comunale.